# Eating Too Fast
Eating Too Fast es una película dirigida por el artista estadounidense Andy Warhol, realizada el año 1966 en "The Factory", el antiguo estudio de Warhol en Nueva York. Esta película fue, originalmente, titulada Blow Job #2, y tiene como protagonista al escritor y crítico de arte Gregory Battcock (1937 - 1980).

## Argumento
La película de 67 minutos de duración, rodada en blanco y negro es, en realidad, una nueva versión de la película Blow Job, hecha dos años antes. Anteriormente, Gregory Battcock había aparecido en otras dos películas de Andy Warhol: Batman Dracula (de 1964) y Horse (de 1965).
El catálogo del famoso British Film Institute dice que la primera mitad de la película es un plano secuencia, que muestra a Gregory Battcock comiendo una manzana, hablando por teléfono y, aparentemente, recibiendo una felación. Ya en la segunda mitad de la película, la cámara comienza a moverse más.
En los diarios de Gregory Battcock se dice que la película fue filmada en su propio apartamento, que en la época se localizaba en el Greenwich Village, y que, además de Andy Warhol, el músico Lou Reed también estaba presente en el momento de la filmación.